# Боргезе
Дім Боргезе (італ. Borghese, Borghesi) — княжа родина італійського дворянського та папського походження, що згадуються як Боргезе або Боргезі в Сієні, де вони стали відомими в XIII столітті та обіймали посади в комуні. У XVI столітті глава родини Маркантоніо переїхав до Рима, де родина здобули владу і багатство після обрання його сина Камілло папою Павлом V у 1605 році. Вони були однією з провідних сімей Чорного дворянства і підтримували тісні зв'язки з Ватиканом.

## Боргезе (Боргезі) з Сієни
Сім'я походить від Тьєццо да Монтічано, торговця вовною XIII століття в Сієні, чий племінник Боргезе дав своє ім'я сім'ї. Серед важливих сієнських Боргезе:
- Аґостіно (1390–1462), відомий вояк у війнах між Сієною та Флоренцією, номінований графом-палатином Папою Пієм II і графом Священної Римської імперії Сигізмундом Люксембурзьким
- Нікколо (1432–1500), літератор, філософ і важливий політичний діяч Сієнської республіки, що належав до Монте-деі-Нове .
- П’єтро (1469–1527), призначений римським сенатором папою Левом Х, убитий під час пограбування Риму.
- Маркантоніо (1504–1574), політик і юрист на папській службі.

## Боргезе в Римі

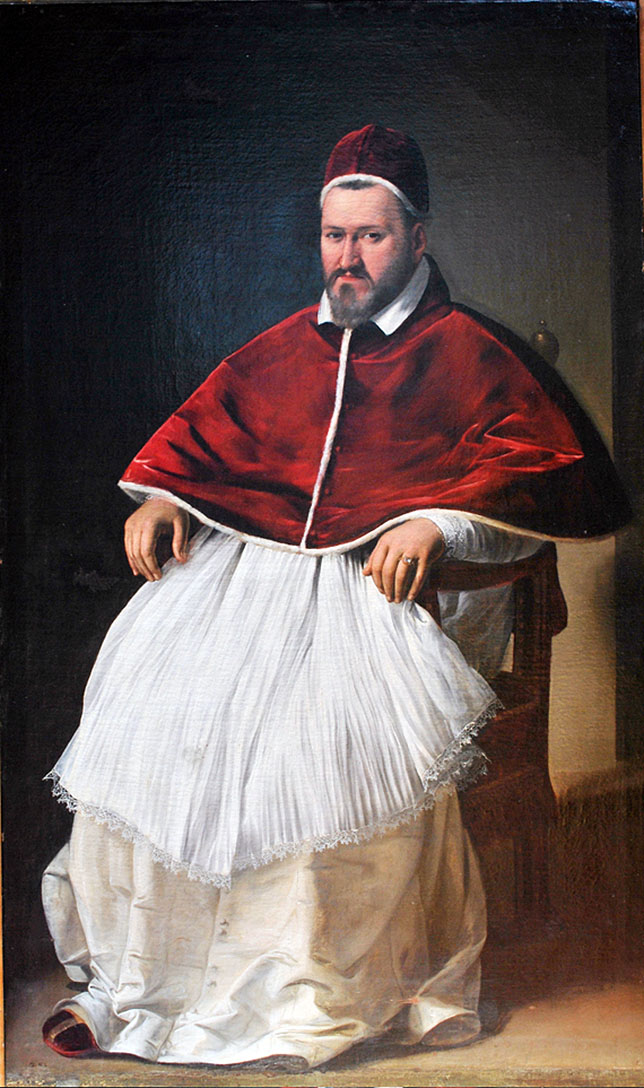
Папа Павло V (Камілло Боргезе), був Папою від 1605 до 1621, картина Караваджо

Глава родини, Маркантоніо, патрицій Сієни, переїхав до Рима в 1541 році, і ця сієнська родина швидко отримала доступ до вищих ешелонів римського суспільства, кульмінацією чого стало обрання сина Маркантоніо Камілло Боргезе папою Павлом V у 1605 році. Павло V був відвертим непотистом, призначивши свого брата Франческо (1556–1620) герцогом Ріньяно та генералом папської армії, свого іншого брата Джамбаттісту (1554–1609) — губернатором Борго та каштеляном Кастель-Сант-Анджело, а син його сестри Ортензії Сципіоне Каффареллі (1577–1633), став Сципіоне Боргезе після усиновлення) кардиналом і його прийомним сином. Павло також надав своєму племіннику Сципіону титул князя Віверо (17 листопада 1609 р.). Будучи розширеною родиною, Боргезе стали одними з найбільших землевласників римської Кампанії, збільшуючи своє багатство завдяки стратегічному контролю над своєю власністю та узгодженій політиці монополії на мелення зерна і права на управління корчмами.

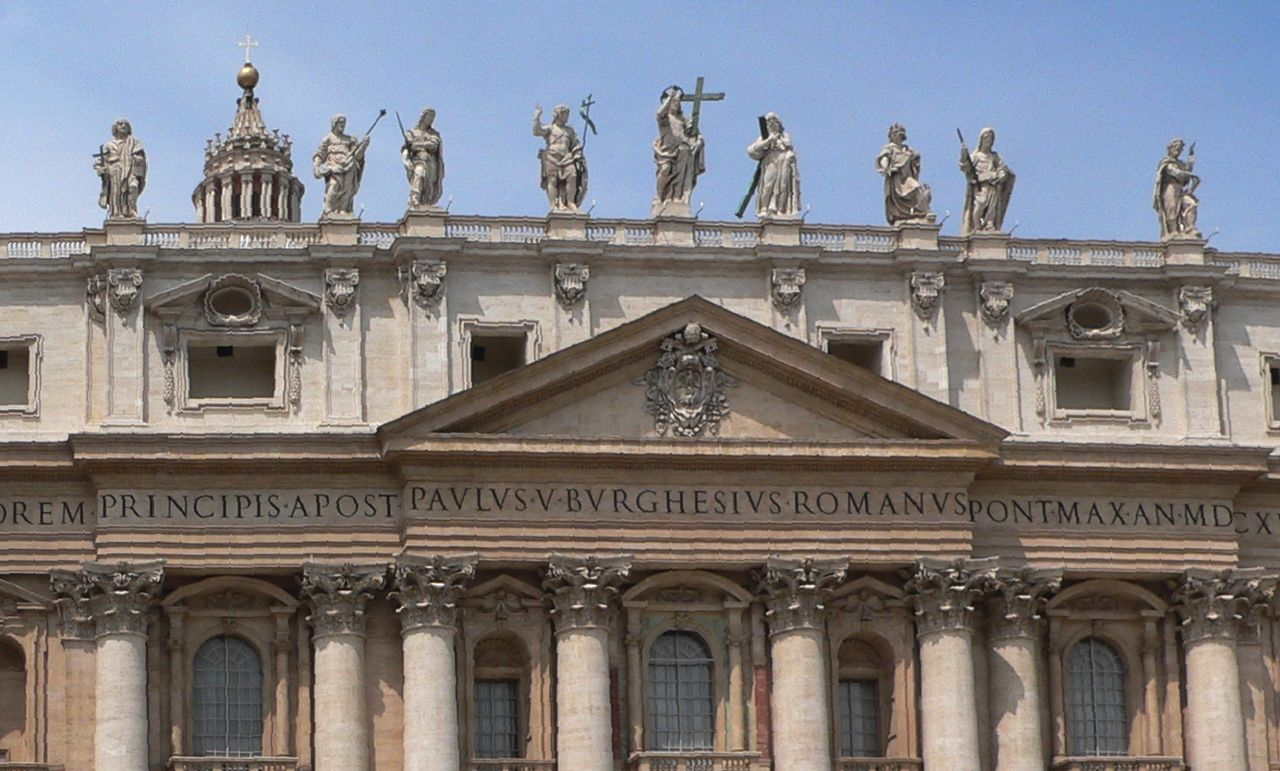
Ім'я Павла V Burghesius Romanus на базиліці Святого Петра

Таким чином родина Боргезе здобула ще більше могутності і багатств. Багато офіційних написів Павла V включають ROMANUS після його імені, щоб підкріпити новий римський зв’язок сім’ї. Сципіоне був головним покровителем мистецтва, і під його опікою зростала сімейна колекція мистецтва (раніше вона містилася в палаці Боргезе в Римі, а з 1903 року була заснована як Галерея Боргезе, розташована на території колишньої власності сім'ї, Вілли-Боргезе).
Маркантоніо II (1598–1658), син Джамбаттісти, був названий принцом Сульмони в 1610 році (гранд Іспанії 1-го класу), знову ж таки через вплив Павла V, у цьому випадку на Філіпа III Іспанського. У 1619 році Маркантоніо II одружився з Каміллою Орсіні, ставши спадкоємцем сімей Боргезе та Орсіні. Його син Паоло (1624–1646) одружився з Олімпією Альдобрандіні, принцесою Россано, і цей шлюб у свою чергу дозволив Боргезе претендувати також на сімейну спадщину Альдобрандіні, хоча це право було визнане лише в 1769 році після тривалих судових баталій. Разом із титулами Паоло Олімпія передала титул принца Россано їхньому онукові Маркантоніо III (1660–1729), який також став віце-королем Неаполя.
Його онук Маркантоніо IV (1730–1800), князь Сульмони та Россано, був сенатором Римської республіки. Його син Камілло Філіппо Людовіко (1775–1832) вступив на службу до наполеонівської армії, а згодом став одним із її генералів. У 1803 році він одружився з сестрою Наполеона, Поліною Бонапарт, розпусною вдовою генерала Леклерка. У 1806 році Камілло був призначений герцогом Гуасталли та губернатором П'ємонту (1807–1814). Продана Камілло колекція античності Боргезе збагатила новий музей Лувру. Після падіння Наполеона він розлучився з Поліною і вів приватне життя у Флоренції, померши без потомства.
Другий син Маркантоніо IV, принц Франческо Боргезе-Альдобрандіні (1776–1839), також був генералом наполеонівської армії і успадкував усе майно Камілло. Франческо одружився з Адель де Ларошфуко, донькою Александра-Франсуа, а їхній син Маркантоніо одружився з Терезою де Ларошфуко, дочкою Александра-Жуля (брата Адель).
Його правнук принц Сципіоне Боргезе (1871–1927) був промисловцем і спортсменом, знаним своєю участю у перегонах Пекін-Париж 1907 року разом із журналістом Луїджі Барзіні.
Його племінник Юніо Валеріо Боргезе (1906–1974) був військово-морським чиновником під час фашистського режиму та нагороджений Золотою медаллю Військової доблесті за дії командос під час Другої світової війни. У повоєнній Італії він став відомим ультраправим політиком; він втік до Іспанії в 1970 році після того, як його звинуватили в підготовці державного перевороту.
В даний час існує 4 гілки роду Боргезе:
- Боргезе, нащадок Маркантоніо V, князів Сульмони, Россано, син Франческо
- Боргезе-Альдобрандіні, нащадок Камілло, князів Мельдоли, син Франческо
- Боргезе-Сальвіаті, нащадок Сципіона, герцога Джуліано, сина Франческо
- Боргезе-Торлонія, Джуліо (1847–1914), князі Фучіно, онук Франческо, одружений з принцесою Анною Марією Торлонією

## Знатні члени родини
- Сципіоне Боргезе (1577 – 1633): кардинал, мистецький покровитель Берніні та племінник Папи Павла V
- Папа Павло V (1605 – 1621): в миру Камілло Боргезе (1550 – 1621)
- Паоло Боргезе (1622–1646), він одружився з Олімпією Альдобрандіні
- Франческо Сципіоне Марія Боргезе (1697 – 1759): кардинал
- Маркантоніо Боргезе (1730 – 1800): перебудував віллу Боргезе та її сади
- Камілло Філіппо Людовіко Боргезе (1775 – 1832): другий чоловік Поліни Бонапарт
- Поліна Боргезе, уроджена Бонапарт (1780 – 1825): сестра Наполеона і дружина Камілло Боргезе
- Сципіоне Боргезе (1871—1927): політик і дослідник
- Джанджакомо Боргезе ( – ): 6-й фашистський губернатор Риму (1939–1944) і чоловік 13-ї принцеси Леонфортської
- Паоло Боргезе (1904—1985): герцог Бомарцо і чоловік Марчелли Боргезе
- Юніо Валеріо Боргезе (1906 – 1974) – італійський військово-морський командир і політик.
- Марчелла Боргезе, уроджена Фазі (1911 – 2002): підприємиця у сфері косметики та дружина Паоло Боргезе
- Лоренцо Боргезе (нар. 1972): підприємець і телеведучий